# História d'Este
Pour plus de détails, voir Fiche technique et Distribution.
História d'Este est un court métrage d'animation espagnol réalisé par Pascual Pérez, sorti en 2011.
Il a reçu le prix du jury junior lors du festival d'Annecy 2012.

## Synopsis
Un homme raconte comme il noie sa routine quotidienne dans le café, le cognac et la bière.

## Fiche technique
- Titre : História d'Este
- Réalisation : Pascual Pérez
- Scénario : Pascual Pérez
- Producteur : Pascual Pérez
- Musique : The No Frills Band
- Montage : Producciones la Hormiga
- Décors : Diego Soriano et Paula Valero
- Studio : The Sensible Man
- Pays d'origine : Espagne
- Durée : 7 minutes et 13 secondes
- Date de sortie : 2011

## Distribution
- Xavier Rupert
- Pascual Manzanet